# Sunny Side (Géorgie)
Pour les articles homonymes, voir Sunny Side.
Sunny Side est une ville américaine située dans le comté de Spalding, en Géorgie. Selon le recensement de 2020, sa population est de 203 habitants.